# فرودگاه شهرستان سانتا باربارا
فرودگاه شهرستان سانتا باربارا (به انگلیسی: Santa Barbara Municipal Airport) یک فرودگاه همگانی با کد یاتا SBA است که یک باند فرود آسفالت دارد و طول باند آن ۱۸۴۵ متر است. این فرودگاه در شهر سنتا باربارا، کالیفرنیا کشور ایالات متحده آمریکا قرار دارد و در ارتفاع ۳ متری از سطح دریا واقع شده است.

## شرکت‌های هواپیمایی و مقصدهای پروازی

### مسافری
| شرکت‌های هواپیمایی                    | مقصدهای پروازی                                                       |
| ------------------------------------ | -------------------------------------------------------------------- |
| آلاسکا ایرلاینز                      | سیاتل-تاکوما (آغاز از ۲۷ اوت ۲۰۱۷)                                   |
| آلاسکا ایرلاینز اجرا توسط هوریزن ایر | پورتلند (آغاز از ۵ نوامبر ۲۰۱۷), سیاتل-تاکوما (پایان در ۲۶ اوت ۲۰۱۷) |
| آلاسکا ایرلاینز اجرا توسط اسکای‌وست   | پورتلند (پایان در ۴ نوامبر ۲۰۱۷)                                     |
| امریکن ایرلاینز                      | دالاس-فورت ورث                                                       |
| امریکن ایگل                          | فینکس اسکای هاربر                                                    |
| یونایتد ایرلاینز                     | دنور، سانفرانسیسکو                                                   |
| یونایتد اکسپرس                       | دنور، لس‌آنجلس، سانفرانسیسکو                                          |

### باری
| شرکت‌های هواپیمایی                     | مقصدهای پروازی |
| ------------------------------------- | -------------- |
| Ameriflight                           | باب هوپ        |
| فدکس اکسپرس اجرا توسط Empire Airlines | انتاریو        |